# Lamblore (Fluss)
Die Lamblore (französisch: Ruisseau de Lamblore) ist ein kleiner Fluss in Frankreich, der im Département Eure-et-Loir in der Region Centre-Val de Loire verläuft. Sie entspringt im ehemaligen Schlosspark der heutigen Schlossruine Château de La Ferté-Vidame, in der gleichnamigen Gemeinde La Ferté-Vidame, entwässert generell Richtung Nordnordost und mündet nach rund 17 Kilometern im Gemeindegebiet von Rueil-la-Gadelière als rechter Nebenfluss in den Buternay. In seinem Oberlauf (in ehemaligen Schlosspark) wurde er zur gartenarchitektonischen Gestaltung zu mehreren Seen aufgestaut.

## Orte am Fluss
(Reihenfolge in Fließrichtung)
- La Ferté-Vidame
- Lamblore
- Morvilliers
- Le Boulay Saint-Clair, Gemeinde Boissy-lès-Perche
- Beauche
- Le Bois Normand, Gemeinde Rueil-la-Gadelière
- Le Nouvet, Gemeinde Rueil-la-Gadelière

## Sehenswürdigkeiten
- Château de la Ferté-Vidame, Schlossruine mit Ursprüngen aus dem 17. Jahrhundert – Monument historique[4]